# Sandöbron
Sandöbron je betonový silniční obloukový most, který překonává řeku Ångermanälven v obci Kramfors v provincii Västernorrland v severním Švédsku. Jeho celková délka je 810 m, hlavní obloukové pole má délku rozpětí 264 m a výška oblouku činí 42 m.
Most se nachází v oblasti známé jako Höga Kusten. Jeho výstavba probíhala v letech 1938 – 1943 a po dokončení bylo hlavní pole nejdelším betonovým obloukovým polem na světě až do roku 1963, kdy byl dokončen portugalský most Ponte da Arrábida. Během výstavby 31. srpna 1939 se část mostu zřítila, což si vyžádalo život 18 pracovníků. Neštěstí nebyla věnována velká mediální pozornost, protože o den později vypukla druhá světová válka.
Do otevření nedalekého mostu Högakustenbron v roce 1997 sloužil Sandöbron jako hlavní silniční spojnice obou břehů řeky. V té době byl obloukový most i rekonstruován.